# 小野家住宅 (埼玉県)
小野家住宅（おのけじゅうたく）は、埼玉県所沢市にある古民家。国の重要文化財に指定されている。

## 概要
18世紀初頭に建造されたと推定される茅葺屋根の古民家で、武蔵野の開拓農家の住居の様子を現在まで残していることから1975年（昭和50年）6月23日に国の重要文化財に指定された。当時の典型的な民家の構造となっている。

## 所在地
- 所沢市林2丁目426番地の1

※公開日は日曜日だが、所有者の都合により公開できない日がある。